# Walter Sahli

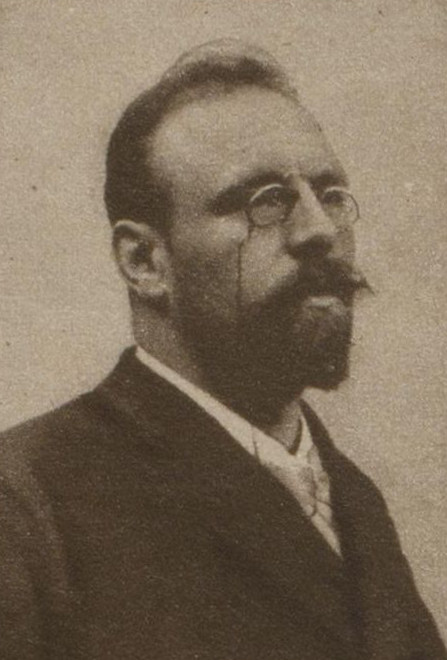
Walter Sahli

Walter Sahli (* 20. Januar 1860 in Bern; † 15. November 1916 ebenda) war ein Schweizer Arzt, Sohn des Berner Regierungsrats Christian Sahli und Bruder von Hermann Sahli. Walter Sahli war Pionier der Professionalisierung der schweizerischen Krankenpflege und Begründer des Spitals „Lindenhof“ in Bern (siehe Sonnenhof AG Bern).

## Biografie
Sahli war Arzt, langjähriger Spital- und Hausarzt in Langenthal und Hauptmann der Schweizer Armee. Ein Offiziersgrad war auch Voraussetzung für die Stelle als Zentralsekretär des Schweizerischen Roten Kreuzes (SRK), für die er am 28. Februar 1898 vom Zentralverein ernannt wurde.
Verheiratet war er ab 1885 mit Fanny Louise Rummel. 1890 gründete er den Samariterverein Langenthal, einen der ganz frühen Samaritervereine, die sich im 1888 gegründeten Schweizerischen Samariterbund zusammengeschlossen hatten.
1908 engagierte er sich für die Opfer des Erdbebens von Messina von 1908.